# Норвежская сельская молодёжь
Норвежская сельская молодёжь, НСМ (норв. Norges Bygdeungdomslag, NBU) — организация крестьянской молодёжи Норвегии.

## История
Организация была основана 10 августа 1946 года в городе Ставангер. Она была создана по инициативе Союза норвежских фермеров, который хотел возобновить работу с молодёжью, прерванной во время Второй мировой войны.

## Идеология
Организация созданная на платформе христианства, её целью является содействие сельской культуре. Стремится собрать всех молодых людей, которые заинтересованы в сельских общинах в целях защиты и поощрения деревни и молодежи их интересы. Организует множество культурных мероприятий. Имеет секретариат с пятью сотрудниками, но в значительной степени зависит от добровольной работы.